# Železniční trať Poprad-Tatry – Studený Potok – Plaveč / Tatranská Lomnica
Železniční trať Poprad-Tatry – Plaveč; Studený Potok – Tatranská Lomnica (v jízdním řádu označená číslem 185) je jednokolejná neelektrizovaná regionální dráha na Slovensku spojující Poprad a Plaveč s odbočkou do Tatranské Lomnice.
Trať má dvě části:
- Poprad-Tatry – Studený Potok – Plaveč (59,6 km)
- Studený Potok – Tatranská Lomnica (9,2 km)

## Historie
Po výstavbě Košicko-bohumínské dráhy začala úsilí o stavební povolení pro výstavbu návazných tratí do okolních regionů. Jednou z nich se stala i trať z Popradu přes Kežmarok nejprve do Spišské Belé. Celá stavba stála 1 380 000 K. a trať o délce 21,3 km byla zprovozněna 6. června 1892. Stavba dále pokračovala výstavbou 11,2 km dlouhého úseku do Podolínce a první vlak do cílové stanice dorazil 10. prosince 1893. Původní záměr trať vést až do Plavče, kde se měla napojit na mezistátní trať z Prešova do sousedního Polska, se ale dlouhá léta nenaplnil.
Zbývající 31,7 km dlouhý úsek Podolínec – Plaveč (– Orlov) musel na vybudování čekat dlouhá desetiletí. Výstavba se na konci 19. století se zastavila v Podolínci. Když se dlouhé době konečně započaly stavební práce, netrvalo dlouho a v roce 1944 byly důsledkem války přerušeny. Poválečné obnovení prací bylo pouze dočasné a tak železniční propojení Podolínce, Starou Ľubovňu a Plavče, dlouhé 31,7 km, bylo dokončeno až po roce 1960.
Vzhledem k potřebě zásobování Tatranské Lomnice byla později vybudována odbočná trať ze Studeného Potoka, která měřila 9,2 km a vzhledem k faktu, že terén nevyžadoval větších úprav se po 5. měsících a vynaložení 350 000 K. první vlaky dostaly do Lomnice 1. září 1895. Napojení Tatranské Lomnice na síť Tatranských elektrických železnic bylo realizováno až o 16 let později.